# توریله
توریله (به ایتالیایی: Torrile) یک کومونه در ایتالیا است که در استان پارما واقع شده است.

## خصوصیات
توریله ۳۷٫۳ کیلومترمربع مساحت و ۷٬۳۷۶ نفر جمعیت دارد.